# جورج نيكسون
جورج نيكسون (بالإنجليزية: George Nixon)‏ (11 أغسطس 1850 - 1 فبراير 1913) هو لاعب كريكت بريطاني (وحمل سابقاً جنسية المملكة المتحدة لبريطانيا العظمى وأيرلندا).